# 車いすバスケットボール女子カナダ代表

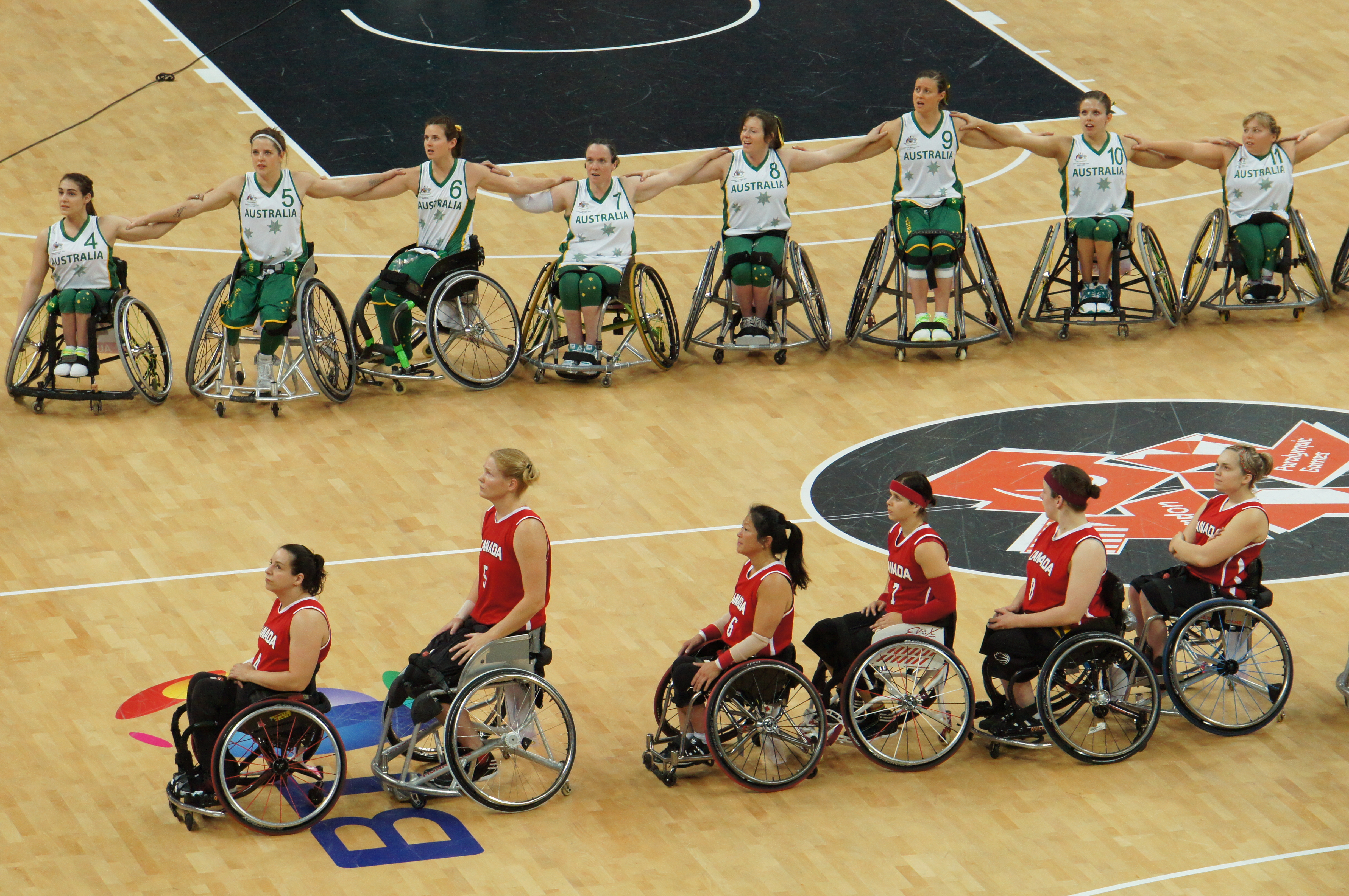
2012年パラリンピック カナダVSオーストラリア

車いすバスケットボール女子カナダ代表は、カナダの女子車いすバスケットボールナショナルチーム。Wheelchair Basketball Canadaによって編成される。
1992年パラリンピックから2002年世界選手権まで世界大会で6連覇している。

## 主要国際大会の成績

### パラリンピック
パラリンピックの女子車いすバスケットボール競技は1968年大会から開始され、カナダは1972年大会から参加している。
- 1972 : 5位
- 1976 : 4位
- 1984 : 4位
- 1988 : 4位
- 1992 :  優勝
- 1996 :  優勝
- 2000 :  優勝
- 2004 :  3位
- 2008 : 5位
- 2012 : 6位
- 2016 : 5位
- 2020 : 5位

### 世界選手権
- 1990 :  3位
- 1994 :  優勝
- 1998 : 優勝
- 2002 :  優勝
- 2006 :  優勝
- 2010 :  3位
- 2014 :  優勝
- 2018 : 5位

## 選手
| 2020パラリンピック         |
| -------------------------- |
| ロザリー・ラロンド         |
| エロディ・テシエ           |
| アリン・ヤング             |
| シンディ・オウレ           |
| タマラ・スティーブス       |
| ダニエル・デュプレシー     |
| プィサンド・ライ           |
| タラ・ヤネス               |
| サンドリーヌ・ベルベ       |
| キャトリーン・ダンデュノー |
| メラニー・ハウティン       |